# Widich-Nunatak
Der Widich-Nunatak ist ein Nunatak im westantarktischen Marie-Byrd-Land. Er ragt 5,5 km östlich des Spencer-Nunatak zwischen der Wisconsin Range und den Long Hills in den Horlick Mountains auf.
Der United States Geological Survey kartierte ihn anhand eigener Vermessungen und mithilfe von Luftaufnahmen der United States Navy aus den Jahren von 1959 bis 1960. Das Advisory Committee on Antarctic Names benannte ihn 1962 nach George Widich, Ingenieur auf der Byrd-Station im antarktischen Winter des Jahres 1960.